# Claudia Galanti
Claudia Galanti (Asunción, 6 giugno 1981) è una modella, showgirl e attrice paraguaiana, nota soprattutto in Francia e in Italia.

## Biografia
Modella dal 1998, ha sfilato per varie case di moda in Sud America, in Europa, in Nord America, in Francia e in Italia. Nel 1999 prende parte alla serie televisiva Lux e al film per il cinema Catastrofe imminente. Dal 2006 al 2009 ha partecipato, come valletta, al programma di Rete 4 Stranamore. Dal 2007 al 2009 ha partecipato, come co-conduttrice e showgirl, al programma di Rai 2 Scorie. Ha partecipato inoltre a due videoclip del rapper statunitense Coolio: Boyfriend nel 2007, assieme a Belén Rodríguez e Change nel 2008. Tra il 2006 e il 2010 è stata al centro del gossip italiano perché nel corso di quegli anni è stata sentimentalmente legata con alcuni personaggi famosi in Italia.
Nella primavera 2010 ha partecipato alla settima edizione de L'isola dei famosi, reality show di Rai 2 che le ha dato popolarità e successo. Nell'autunno 2010 è stata la Cover Girl protagonista del calendario sexy 2011 di For Men Magazine. Dal maggio 2010 in poi partecipa, come ospite e opinionista a numerosi programmi televisivi, fra cui L'Italia sul 2, Quelli che il calcio, Le amiche del sabato, Domenica Cinque, Verissimo e Domenica Live. Nell'estate 2011 ha partecipato alla rubrica Page 3 del programma di Italia 1 Tabloid, e quindi al calendario del programma. Nell'inverno del 2013 ha partecipato come giudice alla prima edizione talent show di La5 Fashion Style.
Nella primavera 2016 torna in televisione prendendo parte come concorrente all'undicesima edizione de L'isola dei famosi, condotto da Alessia Marcuzzi su Canale 5, venendo eliminata nel corso della seconda puntata con il 77% dei voti. Dal 14 luglio 2017 prende parte al programma #Estate, condotto da Alfonso Signorini in seconda serata su Canale 5, come protagonista di una rubrica di cucina assieme allo chef stellato Andrea Berton.

## Vita privata
Nell'estate del 2010 Claudia Galanti si è fidanzata con il noto imprenditore francese Arnaud Mimran: la coppia, nel corso del tempo, ha avuto tre figli, Liam Elijah, nato il 3 aprile 2011, Tal Harlow, nata l'8 giugno 2012 e Indila Carolina Sky, nata il 21 marzo 2014 e deceduta il 3 dicembre 2014 poco prima dell'alba, a causa di un batterio, per soffocamento durante il sonno. Siccome tutti i tre figli di Claudia Galanti e Arnaud Mimran sono nati presso la clinica American Hospital of Paris, spesso la stampa italiana ha scritto che sarebbero nati, visto il nome della clinica, a Parigi, mentre in realtà sono nati a Neuilly-sur-Seine, in quanto la clinica si trova fuori dal territorio comunale della capitale francese. Nell'estate 2014 Arnaud Mimran ha chiuso la relazione con la Galanti.

## Programmi televisivi
- Stranamore (Rete 4, 2006-2009) - valletta
- Scorie (Rai 2, 2007-2009) - co-conduttrice
- L'isola dei famosi 7 (Rai 2, 2010) - concorrente
- Tabloid (Italia 1, 2011)
- Lucignolo 2.0 (Italia 1, 2013) - opinionista
- Fashion Style (La5, 2013) - giurata
- L'isola dei famosi 11 (Canale 5, 2016) - concorrente
- #Estate (Canale 5, 2017)

## Filmografia

### Cinema
- Catastrofe imminente (Judgment Day), regia di John Terlesky (1999)[1]

### Televisione
- Lux – serie TV (1999)[1]

### Videoclip
- Boyfriend di Coolio (2007)
- Change di Coolio (2008)